# Гробниця Гумаюна
Гробниця Гумаюна (англ. Humayun's Tomb, гінді हुमायूँ का मक़बरा, урду ہمایون کا مقبره) — мавзолей могольського імператора (падишаха) Хумаюна в Делі, збудований за замовленням його вдови Гаміди Бану Беґум. В архітектурному відношенні є сполучною ланкою між Ґур Еміром, де похоронений предок Гумаюна Тамерлан, і Тадж Махалом, збудованим за замовленням його правнука Шах Джахана.
Будівництво мавзолею почалося в 1562 році і закінчилося 10 років опісля. Архітекторами вважаються Саїд Мухаммад і його батько Мірак Ґіятхуддін, на проєкт яких, очевидно, сильно вплинули самаркандські споруди Тимуридів. Гробниця Гумаюна включена до списку Світової спадщини ЮНЕСКО.